# Tavi molnárpoloska
A tavi molnárpoloska (Gerris lacustris) a rovarok (Insecta) osztályának félfedelesszárnyúak (Hemiptera) rendjébe, ezen belül a poloskák (Heteroptera) alrendjébe és a molnárpoloskák (Gerridae) családjába tartozó faj.

## Előfordulása
A tavi molnárpoloska Európa nagy részén, nyugodt vagy állóvizeken, például tavakon vagy lassan folyó folyókon él. A tavi molnárpoloska sok helyütt és nagy számban elterjedt, ezért nem fenyegeti közvetlen veszély. Az oldószerek, olaj és más szennyező anyagok vízbe juttatása miatt azonban egyes vizek egyre inkább lakhatatlanná válnak a rovar számára.

## Megjelenése
A tavi molnárpoloska hossza 1 centiméter. A hozzá hasonló közönséges molnárpoloskánál (Gerris paludum) kisebb. Annak előháta barnásfekete, sárgásvörös hosszanti vonalakkal. A tavi molnárpoloska teste hosszú, keskeny, sötétkék, illetve sötétbarna. Testének alsó részén víztaszító szőröcskék nőnek. Általában csak az ősszel világra jött, második generáció példányainak van szárnyuk. Az első pár szarus és védi az alatta húzódó, érzékeny hátsó párt. A két rövid elülső láb a zsákmány megragadására szolgál. Legtöbbször állandó készenlétben behajlítva tartja őket a feje előtt. A középső és hátsó lábak nagyon hosszúak, vékonyak és X-alakban eltartja őket a testétől, hogy eloszlassa testsúlyát. Minden láb végén vízhárító szőrszálakból álló kis párnácska található, és egy magasra állított karom, ezek megkönnyítik a vízen járást. Ha megzavarják, a tavi molnárpoloska akár 50 centiméter magasra is fel tud ugrani. Hosszú, homorú és tőrszerű szájszervét az áldozatok átszúrására és az elfolyósodott szövet felszívására használja.

## Életmódja
A tavi molnárpoloska társas lény. Tápláléka rovarokból áll. A nyári generáció körülbelül 4 hónapig, az áttelelt generáció 8 hónapig él. A rovar lárvája ugyanolyan életmódot folytat, mint a felnőttek.

## Szaporodása
Évente két generáció jön létre, egyik tavasszal, a másik nyáron. A nőstény 20 petét rak a part menti növényekre. A kifejlődéshez egy hónap kell, hogy elteljen. Az idősebb lárva szüleinek miniatűr mása.

## Képek

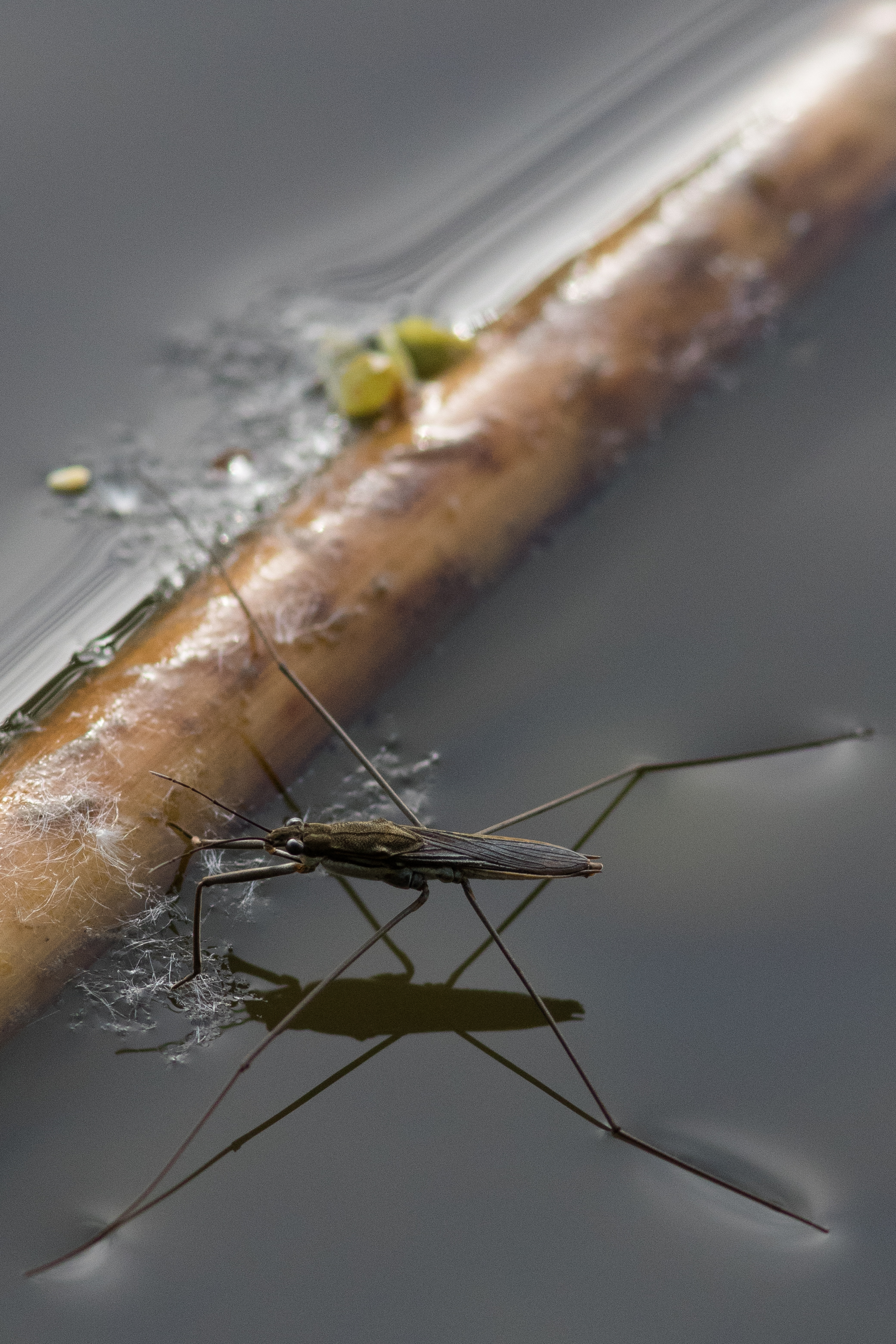
Imágó
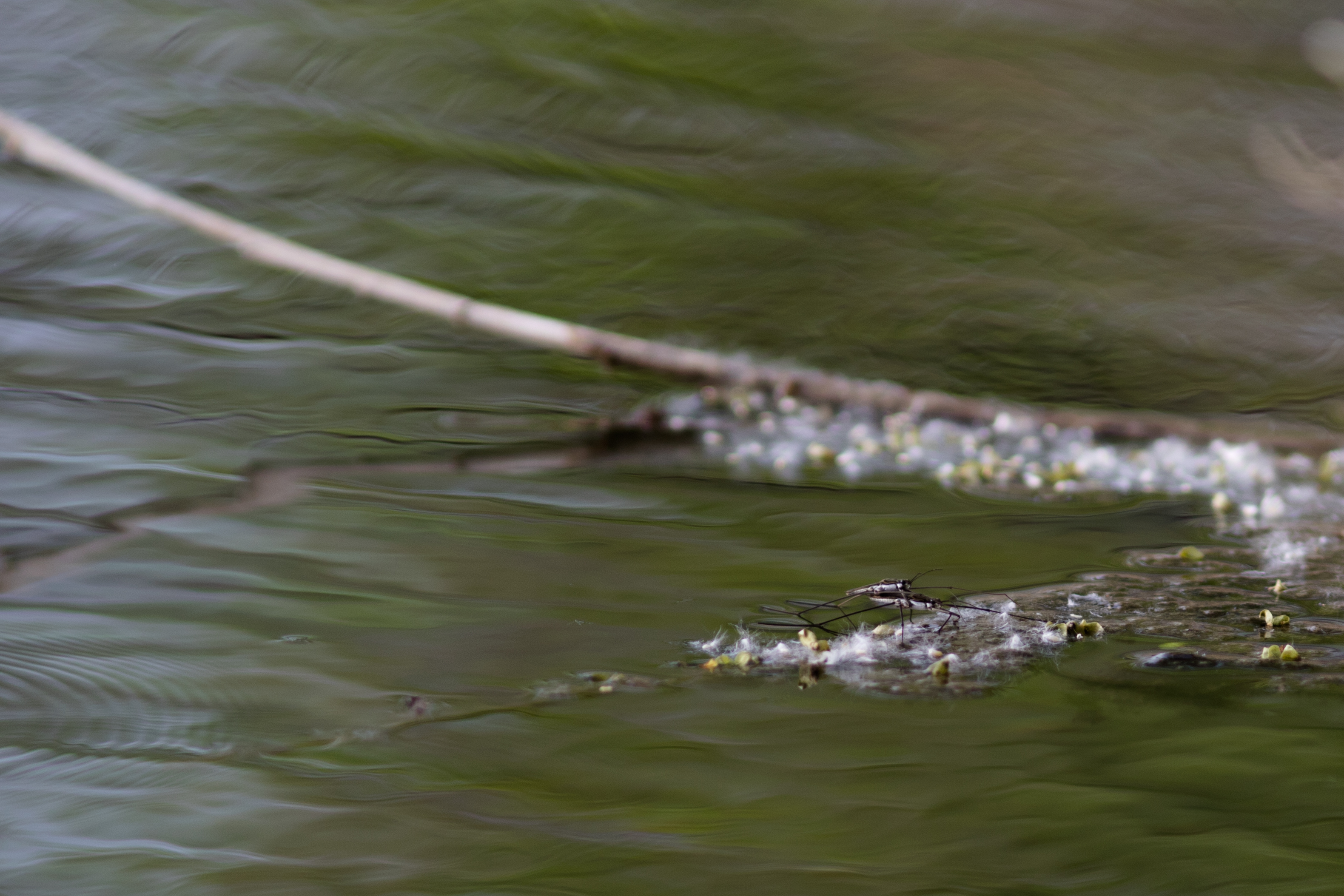
Párzó tavi molnárpoloskák